# Cantone di Labrit
Il Cantone di Labrit era una divisione amministrativa dell'arrondissement di Mont-de-Marsan.
È stato soppresso a seguito della riforma complessiva dei cantoni del 2014, che è entrata in vigore con le elezioni dipartimentali del 2015.
Comprendeva i comuni di:
- Bélis
- Brocas
- Canenx-et-Réaut
- Cère
- Garein
- Labrit
- Maillères
- Le Sen
- Vert